# Nastri d'argento 1960
Els Nastri d'argento 1960 foren la quinzena edició de l'entrega dels premis Nastro d'Argento (Cinta de plata) que va tenir lloc el 20 de febrer de 1960 al Teatro Eliseo de Roma.

## Guanyadors

### Productor de la millor pel·lícula
- Goffredo Lombardo – pel conjunt de la seva producció
- Moris Ergas - Il generale Della Rovere
- Dino De Laurentiis - La grande guerra

### Millor director
- Roberto Rossellini - Il generale Della Rovere
- Pietro Germi - Un maledetto imbroglio
- Mario Monicelli - La grande guerra

### Millor argument original
- Pier Paolo Pasolini - La notte brava
- Valerio Zurlini - Estate violenta
- Mario Monicelli, Agenore Incrocci, Furio Scarpelli i Luciano Vincenzoni - La grande guerra

### Millor guió
- Ennio De Concini, Alfredo Giannetti i Pietro Germi - Un maledetto imbroglio
- Diego Fabbri, Sergio Amidei i Indro Montanelli - Il generale Della Rovere
- Mario Monicelli, Agenore Incrocci, Furio Scarpelli i Luciano Vincenzoni - La grande guerra

### Millor actor protagonista
- Alberto Sordi - La grande guerra
- Vittorio Gassman - La grande guerra
- Vittorio De Sica - Il generale Della Rovere

### Millor actriu protagonista
- Eleonora Rossi Drago - Estate violenta
- Anna Magnani - Nella città l'inferno
- Carla Gravina - Esterina

### Millor actriu no protagonista
- Cristina Gaioni - Nella città l'inferno
- Franca Valeri - Arrangiatevi!

### Millor actor no protagonista
- Claudio Gora - Un maledetto imbroglio
- Vittorio Caprioli - Il generale Della Rovere
- Franco Interlenghi - La notte brava

### Millor vestuari
- Piero Tosi - Policarpo, ufficiale di scrittura
- Danilo Donati - La grande guerra

### Millor banda sonora
- Mario Nascimbene - Estate violenta
- Carlo Rustichelli - Un maledetto imbroglio
- Piero Piccioni - I magliari

### Millor fotografia en blanc i negre
- Gianni Di Venanzo - I magliari
- Giuseppe Rotunno - La grande guerra
- Armando Nannuzzi - La notte brava

### Millor fotografia en color
- Gábor Pogány - Europa di notte
- Giuseppe Rotunno - Policarpo, ufficiale di scrittura
- Aldo Tonti - Vacanze d'inverno

### Millor escenografia
- Mario Garbuglia - La grande guerra
- Flavio Mogherini - Policarpo, ufficiale di scrittura

### Millor curtmetratge
- I fratelli Rosselli de Nelo Risi

### Millor pel·lícula estrangera
- Ingmar Bergman - Maduixes silvestres (Smultronstället)
- Robert Bresson - Un condamné à mort s'est échappé
- Alain Resnais - Hiroshima mon amour